# 张亚忠
张亚忠（1956年5月—），江苏如东人，汉族，中华人民共和国政治人物。1982年毕业于武汉钢铁学院化工系耐火材料专业，中华人民共和国教授级高级工程师，第十一届、十二届、十三届全国政协委员。
加入九三学社，担任九三学社中央常委、河南省委主委、洛阳市委主委、河南省政协副主席。2008年，当选第十一届全国政协委员，代表九三学社，分入第十二组。2018年1月，当选第十三届全国政协委员。2023年，卸任河南省政协副主席职务。